# خليج بوتسولي

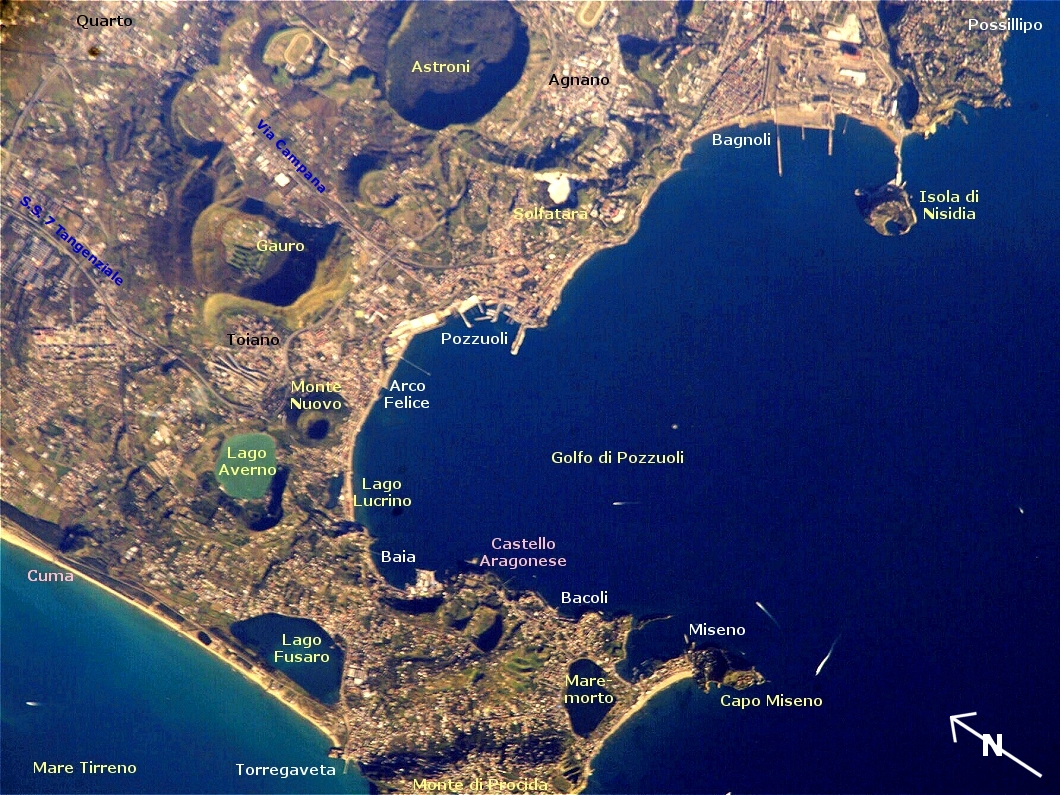

خليج بوتسولي (بالإنجليزية: Gulf of Pozzuoli، بالإيطالية: Golfo di Pozzuoli ) في الجغرافيا الإيطاليا، يقع خليج بوتسولي غرب مدينة نابولي. يُعتبر الخليج تسنن صغيرة بارز في الساحل الذي يقع في نهاية شمال غرب خليج نابولي.